# Old Hutton
Old Hutton is een dorp in het Engelse graafschap Cumbria. Old Hutton komt in het Domesday Book (1086) voor als 'Hotun'. Het heeft een kerk.